# قسم حومة الريفي (مقاطعة أبهر)
قسم حومة الریفي (بالفارسية: دهستان حومه) هي منطقة سكنية تقع في إيران في قسم. يقدر عدد سكانها بـ 12,543 نسمة .